# رامون بلاسکز
رامون بلاسکز (انگلیسی: Ramón Blázquez؛ زادهٔ ۵ مارس ۱۹۸۹) بازیکن فوتبال اهل اسپانیا است.
از باشگاه‌هایی که در آن بازی کرده‌است می‌توان به باشگاه فوتبال لگانس و باشگاه فوتبال آلباسته بالومپیه اشاره کرد.